# شهرستان ماریون (آرکانزاس)
شهرستان ماریون، آرکانزاس (به انگلیسی: Marion County, Arkansas) شهرستانی در ایالات متحده آمریکا است که در آرکانزاس واقع شده‌است.

## خصوصیات
شهرستان ماریون ۱٬۶۵۷٫۶ کیلومترمربع مساحت دارد.